# Acide ricinélaïdique
L'acide ricinélaïdique ou acide (+)-(R)-ricinélaïdique (REA) est un acide gras trans oméga-9 insaturé. Il s'agit de l'isomère trans de l'acide ricinoléique. Il est fonctionnellement apparenté à l'acide élaïdique. Il est utilisé dans la fabrication d'organogels à base d'huile végétale,.